# Annika Persson
Annika Persson (* 1951/1952 in Göteborg) ist ein ehemaliges schwedisches Model.

## Leben
Annika Persson wuchs in Göteborg auf. Bereits mit 15 Jahren wurde sie als Model für eine Fotostrecke entdeckt. Sie ließ sich für Fotoaufnahmen ablichten und war auch in Werbespots als Darstellerin zu sehen. 
Nach ihrem Schulabschluss zog die 1,72 m große Persson im Dezember 1971 nach Dänemark. Fortan lebte sie in Kopenhagen, wo sie zunächst bei der Agentur Your Model A/S und später bei Copenhagen Models unter Vertrag stand. Persson war in den 1970er-Jahren in ganz Europa auf dem Laufsteg präsent. So war sie u. a. auch für eine Modelagentur in Mailand und in den USA tätig. 
Einen hohen Bekanntheitsgrad in Skandinavien erlangte Persson auch durch ihre Mitwirkung in dem Film Die Olsenbande und ihr großer Coup (1972), wo sie die Rolle der Sonja verkörperte. Es blieb ihr einziger Auftritt als Schauspielerin in einem Film.
Annika Persson blieb bis Mitte der 1980er-Jahre im Modelbusiness aktiv. Es sind wohl keine Informationen über ihren weiteren Lebensweg veröffentlicht.

## Trivia
Perssons Text im gesamten Film Die Olsenbande und ihr großer Coup bestand nur aus dem einen Wort „Hilfe“, als „die Kleine aus dem Schwimmbad“ ins Wasser springt.